# SOLA (アルバム)
『SOLA』（ソラ）は、スターダストレビュー10枚目のオリジナル・アルバム。1993年3月10日に発売された。

## 解説
『FACE TO FACE』と『SECRET FACE』2枚のライブ・アルバムをはさんで1年4ヶ月ぶりのオリジナル・アルバム。
先行シングル「もう一度抱きしめて」、本作発売後にシングルカットされた「木蘭の涙」を収録。

## 収録曲
全編曲：三谷泰弘
1. 木蘭の涙
作詞：山田ひろし　作曲：柿沼清史
2. Lovers In The Sky
作詞：根本要/寺田正美　作曲：根本要
3. 翼にのせて
作詞：林紀勝　作曲：三谷泰弘
4. 午後のロマンス
作詞：根本要/林紀勝　作曲：根本要
5. Rock 'n' Roll Blues
作詞・作曲：三谷泰弘
6. 少年
作詞：山田ひろし　作曲：根本要
7. もう一度抱きしめて
作詞:林紀勝　作曲:三谷泰弘
8. 想い出にたりない
作詞：根本要/林紀勝　作曲：根本要
9. Dreaming Again
作詞：Linda Hennrick　作曲：三谷泰弘
メインボーカルは三谷泰弘。2曲目となる英語詞楽曲。
10. Simple Song
作詞・作曲：三谷泰弘
11. もう一度抱きしめて（LIVE VERSION）
※2006年以降再発盤のみに収録のボーナス・トラック

## ゲスト・ミュージシャン
クラリネット:ジェイク・コンセプション(4)
テナー&ソプラノ・サックス:山本公樹(1,3,5,9)
アコーディオン:coba(8)